# Ephippiochthonius balearicus
Espèce
Synonymes
- Chthonius balearicus Mahnert, 1977

Ephippiochthonius balearicus est une espèce de pseudoscorpions de la famille des Chthoniidae.

## Distribution
Cette espèce est endémique de Majorque aux îles Baléares en Espagne,. Elle se rencontre dans des grottes.

## Description
Les mâles mesurent de 1,48 à 2,08 mm et la femelle 1,49 mm.

## Étymologie
Son nom d'espèce lui a été donné en référence au lieu de sa découverte, les îles Baléares.

## Publication originale
- Mahnert, 1977 : Spanische Hohlenpseudoskorpione. Miscelanea Zoologica Barcelona, vol. 4, no 1, p. 61-104.